# Satz von Minkowski
Der Satz von Minkowski (nach Hermann Minkowski) ist ein mathematischer Satz, der sich mit gewissen geometrischen Gebilden und ihren äußersten Randpunkten beschäftigt. 
Genauer stammt er aus der Theorie der konvexen Mengen in endlichdimensionalen Räumen und stellt eine Beziehung zwischen einer kompakten konvexen Menge und ihren Extremalpunkten her. (Dieser Satz ist nicht mit dem Minkowskischen Gitterpunktsatz zu verwechseln.)

## Formulierung des Satzes
Für eine kompakte, konvexe Menge {\displaystyle C\subset \mathbb {R} ^{d}} und eine Teilmenge {\displaystyle M\subset C} sind folgende Aussagen äquivalent:
- {\displaystyle C} ist die konvexe Hülle von {\displaystyle M}.
- Die Extremalpunkte von {\displaystyle C} sind in {\displaystyle M} enthalten.

Insbesondere ist in einem endlichdimensionalen Raum eine kompakte, konvexe Menge gleich der konvexen Hülle ihrer Extremalpunkte. Auch diese Aussage wird oft Satz von Minkowski genannt.

## Satz von Carathéodory
Der Mathematiker Constantin  Carathéodory hat im Jahre 1911 den folgenden bekannten Lehrsatz bewiesen:
(1) Ist (für zwei gegebene natürliche Zahlen {\displaystyle n} und {\displaystyle d} mit {\displaystyle n\leq d}) im euklidischen Raum {\displaystyle \mathbb {R} ^{d}} eine Teilmenge {\displaystyle M\subset \mathbb {R} ^{d}} gegeben und ist diese in einem n-dimensionalen affinen Unterraum von {\displaystyle \mathbb {R} ^{d}} enthalten, so ist die konvexe Hülle von {\displaystyle M} gleich der Menge aller Konvexkombinationen, die aus maximal {\displaystyle n+1} Elementen von {\displaystyle M} gebildet werden. Formal ausgedrückt gilt also:
{\displaystyle \operatorname {conv} {M}=\bigcup _{T\subseteq M\;,\;|T|\leq n+1}{\operatorname {conv} {T}}}.
Kombiniert man dies mit dem Satz von Minkowski, so erhält man:
(2) Jeder Punkt einer kompakten, konvexen Teilmenge {\displaystyle C\subset \mathbb {R} ^{d}}, die in einem n-dimensionalen affinen Unterraum enthalten ist, ist eine Konvexkombination von höchstens {\displaystyle n+1} Extremalpunkten.
Da man stets {\displaystyle \mathbb {R} ^{d}} als affinen Unterraum wählen kann, erhält man eine Aussage, die manchmal auch als Satz von Minkowski bezeichnet wird:
(3) Jeder Punkt einer kompakten, konvexen Teilmenge {\displaystyle C\subset \mathbb {R} ^{d}} ist eine Konvexkombination von höchstens {\displaystyle d+1} Extremalpunkten.

### Verallgemeinerung des Satzes von Carathéodory
Im Jahre 1982 stellte der ungarische Mathematiker Imre Bárány eine Verallgemeinerung des Carathéodory'schen Satzes vor, den man als Satz von Bárány (englisch Bárány's Theorem) bezeichnen kann und der folgendes besagt:
(4) Sind {\displaystyle d+1} Teilmengen {\displaystyle T_{1},\ldots ,T_{d+1}\subseteq \mathbb {R} ^{d}} gegeben sowie ein Raumpunkt {\displaystyle x_{0}\in \bigcap _{j=1}^{d+1}{\operatorname {conv} {T_{j}}}}, so existieren auch stets {\displaystyle d+1} ausgewählte Raumpunkte {\displaystyle x_{j}\in T_{j}\;(j=1,\ldots ,d+1)} derart, dass {\displaystyle x_{0}} schon  in der konvexen Hülle {\displaystyle \operatorname {conv} {\{x_{1},\ldots ,x_{d+1}\}}} dieser {\displaystyle d+1} Raumpunkte liegt.
Den Satz von Carathéodory gewinnt man dabei für den Spezialfall {\displaystyle T_{1}=T_{2}=\cdots =T_{d+1}}.

## Bemerkungen
- Obiger Satz von Minkowski verallgemeinert sich in unendlichdimensionalen lokalkonvexen Räumen zum Satz von Krein-Milman. Die dort geltenden Aussagen sind schwächer, da Abschlussbildungen hinzukommen.
- Obige Aussage (3) lässt sich nicht weiter verbessern. Für die Darstellung des Mittelpunktes eines nicht-ausgearteten Simplexes im {\displaystyle \mathbb {R} ^{d}} muss man alle {\displaystyle d+1} Ecken verwenden.
- Eine weitere nicht-triviale Folgerung aus dem Satz von Minkowski ist, dass eine kompakte, konvexe Menge überhaupt Extremalpunkte hat. Solche Überlegungen spielen bei der Begründung des Simplex-Verfahrens eine Rolle.